# Paniqui
Paniqui (Bayan ng Paniqui) är en kommun i Filippinerna. Kommunen ligger på ön Luzon, och tillhör provinsen Tarlac. Folkmängden uppgår till 78 883 invånare.
Paniqui är indelat i 35 barangayer.